# Episodi di The Purge (seconda stagione)
La seconda stagione della serie televisiva The Purge, composta da dieci episodi, è stata trasmessa in prima visione assoluta negli Stati Uniti d'America in simulcast su Syfy e USA Network dal 15 ottobre al 17 dicembre 2019.
In Italia la stagione è stata distribuita sul servizio di streaming on demand Prime Video dal 18 ottobre al 20 dicembre 2019.
| n° | Titolo originale             | Titolo italiano         | Prima TV USA     | Pubblicazione Italia |
| -- | ---------------------------- | ----------------------- | ---------------- | -------------------- |
| 1  | This Is Not a Test           | Non è un test           | 15 ottobre 2019  | 18 ottobre 2019      |
| 2  | Everything Is Fine           | Va tutto bene           | 22 ottobre 2019  | 25 ottobre 2019      |
| 3  | Blindspots                   | Punti ciechi            | 29 ottobre 2019  | 1º novembre 2019     |
| 4  | Grief Box                    | Il giorno della memoria | 5 novembre 2019  | 8 novembre 2019      |
| 5  | House of Mirrors             | La casa degli specchi   | 12 novembre 2019 | 15 novembre 2019     |
| 6  | Happy Holidays               | Buone vacanze           | 19 novembre 2019 | 22 novembre 2019     |
| 7  | Should I Stay Or Should I Go | Vado o resto?           | 26 novembre 2019 | 29 novembre 2019     |
| 8  | Before The Sirens            | Prima dell'allarme!     | 3 dicembre 2019  | 6 dicembre 2019      |
| 9  | Hail Mary                    | Ave Maria               | 10 dicembre 2019 | 13 dicembre 2019     |
| 10 | 7:01am                       | 7:01am                  | 17 dicembre 2019 | 20 dicembre 2019     |

## Non è un test
- Titolo originale: What Is America?
- Diretto da: Tim Andrew
- Scritto da: Krystal Houghton Ziv

### Trama
Una donna di nome Megan sta effettuando un provino di fronte ad alcuni uomini: le viene chiesto di leggere l'annuncio trasmesso ogni anno all'inizio dello sfogo. Seppur inizialmente sbagli una battuta (escludendo l'omicidio dai possibili reati, anziché includendolo), la sua lettura solenne ottiene l'approvazione degli uomini. A questo punto, Megan chiede ingenuamente se il brano che ha appena letto servirà per un film.
Mancano due ore alla fine dello sfogo annuale, e vengono presentati i personaggi protagonisti della serie.
Il dottor Marcus Moore vive con la moglie Michelle in un quartiere residenziale; nonostante sia la notte dello sfogo, i due sono a letto tranquilli. Poco dopo, Marcus, si sveglia a causa del rumore dei sistemi di sicurezza della casa, che si stanno disattivando. Raggiunge la moglie nascosta in cucina e insieme scappano mentre un intruso mascherato spara loro addosso. I due riescono a chiudersi in una stanza: la moglie si nasconde in un armadio e Marcus prova ad attirare l'intruso fuori dalla loro casa. Uscito in strada, Marcus si ritrova sotto il tiro di uno dei vicini, che spara dalla finestra con un mitragliatore, ma riesce a nascondersi all'interno di un'auto. Mentre sta nascosto sui sedili posteriori, vede avvicinarsi l'uomo che si era introdotto in casa sua, che lo sta ancora cercando; suonando il clacson, attira l'attenzione del vicino alla finestra, che spara all'uomo. Una volta terminato lo sfogo, Marcus torna a casa a sincerarsi delle condizioni della moglie, non prima di aver notato una strana cicatrice sulla mano del suo assalitore. Desideroso di scoprire chi volesse ucciderlo, Marcus torna all'auto dove si era nascosto e scopre che l'uomo era solo stato ferito ed è quindi stato portato via. Inoltre trova per terra il suo cellulare, che contiene diverse sue foto scattate durante un pedinamento: Marcus quindi capisce che l'uomo non era un partecipante allo sfogo qualsiasi, ma qualcuno che intendeva uccidere proprio lui.
Ben Gardner è un universitario che, insieme al suo amico Turner, esce dalla sede della loro confraternita per completare una sfida: raggiungere il cosiddetto Ponte dei Sucidi e scattarsi una foto. I due raggiungono il posto, dove diverse persone sono state impiccate, e completano la sfida; poi, durante il ritorno, passando nei pressi di un capannone, sentono le grida di aiuto di una ragazza. Ben si avvicina all'ingresso e nota la ragazza legata, ma, prima che possa fare qualcosa, viene catturato da una trappola e portato all'interno; Turner, non riuscendo ad aprire la porta, scappa e abbandona l'amico al suo destino. Si avvicina un uomo che indossa una maschera con scritto GOD, che pugnala la ragazza con un grosso coltello e tramortisce Ben con un bastone elettrificato. Dopodiché, l'uomo costringe Ben a spogliarsi e a distendersi di fianco al cadavere della ragazza, pronto a violentarlo. Ben riesce a prendere il coltello ancora infilato nel corpo della ragazza e a pugnalare l'uomo. Dopo un attimo di esitazione, e nonostante questo implori pietà, Ben ha un attacco di furia e lo finisce con numerose coltellate. Una volta finito lo sfogo, Ben toglie all'uomo la maschera, che nel frattempo si è copiosamente macchiata di sangue, e scopre che si tratta di un ragazzo come lui.
Ryan Grant, Tommy Ortiz, Sara Williams e Doug Vargas sono una banda di ladri che sta approfittando della notte dello sfogo per rapinare una banca senza conseguenze, indossando occhiali luminosi per non essere riconosciuti dalle telecamere. Mentre Doug aspetta il gruppo su un furgone parcheggiato all'esterno, Ryan e Tommy mettono fuori combattimento le guardie e Sara si occupa di aprire la porta che conduce al caveau. In seguito, Ryan apre la cassaforte e i tre riempiono due grossi borsoni con una gran quantità di banconote. Usciti dal caveau, scoprono che le guardie sono state uccise e vengono assaliti da una banda di sciacalli, persone che aspettano che dei ladri compiano un grosso furto, per poi rubar loro la refurtiva. Ryan, Sara e Tommy riescono a chiudersi all'interno di una stanza; il capo degli sciacalli, allora, conduce da loro Doug e minaccia di ucciderlo se non otterrà quello che vuole. Ryan consegna agli sciacalli uno dei borsoni, dentro il quale ha nascosto una granata accecante: allo scoppio di questa, i tre riescono a scappare, portando con loro anche Doug. Una volta fuori, Tommy si rende conto che uno dei borsoni è rimasto all'interno e, nonostante manchi poco alla fine dello sfogo, decide di tornare a prenderlo. Riesce a uscire dalla banca proprio sul finire delle sirene e Ryan, non essendo sicuro che Tommy abbia fatto in tempo, preferisce che il gruppo si divida.
Esme Carmona è un'impiegata governativa che crede nella filosofia e nelle politiche dei Nuovi Padri Fondatori. La sua mansione è quella di controllare, tramite le numerose telecamere di sorveglianza presenti in città, che i cittadini rispettino le leggi e che non ci siano attività sospette. Esme è molto attenta e precisa nel suo lavoro e riesce a notare un uomo, apparentemente inoffensivo, che sta trasportando una bomba, arma vietata durante lo sfogo. Nel mentre, fa amicizia con Vivian, una nuova collega, e la istruisce sui diversi protocolli da usare in base alle diverse situazioni. La collega la chiama per esaminare un caso ed Esme scopre che la professoressa Drew Adams, una donna che conosce e che l'ha aiutata durante un periodo difficile, si trova in pericolo all'esterno della sua casa. Contravvenendo alle regole che vietano di prendere in carico casi in cui c'è un coinvolgimento personale, Esme, tramite le telecamere, segue la professoressa Adams nel suo vagare per le strade ed è testimone del suo omicidio per mano di due soldati che, prima di ucciderla, le intimano di consegnare loro il file 64. Approfittando di un momento di distrazione di Vivian, Esme trasferisce i video relativi al caso su una sua chiavetta personale. Terminato lo sfogo, a Esme viene chiesto di esaminare il caso di Tommy durante la rapina in banca: mettendo a confronto le immagini delle telecamere con il suono delle sirene, Esme giudica che il piede di Tommy, anche se per pochi centesimi di secondo, si trovava ancora all'interno della banca quando lo sfogo era terminato. Tommy è quindi colpevole di un reato di massimo livello.

## Va tutto bene
- Titolo originale: Everything Is Fine
- Diretto da: Jessica Lowrey
- Scritto da: James Roland

### Trama
Gli impiegati di un'impresa di pulizie vanno a ripulire una ricca ed elegante casa, eliminando tutto il sangue e trasportando il cadavere di un uomo, riverso su un tavolo, all'esterno, in modo che venga prelevato dalle squadre di smaltimento dei corpi. La famiglia dell'uomo, come se niente fosse, fa colazione allo stesso tavolo: la moglie nota una macchia di sangue sulla tovaglia e la copre con un piatto, inorridita.
Marcus dice a sua moglie di voler indagare su chi abbia cercato di ucciderlo, ed eventualmente di ricambiare il favore nei suoi confronti (nonostante la moglie non approvi), ma si assicura che lei non chieda informazioni ai vicini, di cui non si fida. Dopodiché si reca nell'ospedale dove lavora: il pronto soccorso è preso d'assalto da tutte le vittime dello sfogo, ma Marcus, grazie alla strana cicatrice sulla mano, riconosce tra tutti i presenti l'uomo che aveva cercato di ucciderlo poche ore prima, che si trova su una barella in condizioni critiche. Insieme a un assistente, lo porta in una stanza a parte e approfitta di un suo momento di coscienza per chiedergli il motivo delle sue azioni. Nonostante Marcus faccia il possibile per salvarlo, l'uomo muore, non prima di avergli detto le parole "Ivory Road". Marcus quindi si reca da suo figlio Darren, uno degli studenti della professoressa Adams, per chiedergli se sappia qualcosa al riguardo. Darren gli rivela che Ivory Road è un sito presente nel dark web e, preso il cellulare dell'uomo, risale al suo profilo: scoprono così che qualcuno ha messo una taglia da 75.000 dollari sula testa di Marcus, e che l'uomo stava soltanto cercando di ottenere quei soldi. La taglia, non essendo stata riscossa dall'uomo, è ancora attiva.
Turner torna al dormitorio dell'università, dove comunica alla fidanzata di Ben, Kelen, che il suo ragazzo non ce l'ha fatta. Subito ritorna anche Ben, ricoperto di sangue, e dice alla fidanzata che lui e l'amico sono stati attaccati, ma che se la sono cavata. Dopodiché, mentre si fa una doccia, inizia a ripensare all'omicidio che ha commesso. Ben sembra essere cambiato nel carattere, diventando più scontroso e cinico, e la fidanzata intuisce che sia successo qualcosa e si dice pronta ad ascoltarlo. Intanto, l'ossessione di Ben per quello che è successo cresce, al punto che il ragazzo inizia a guardare con desiderio il suo coltellino, a disegnare la maschera del ragazzo che ha ucciso, e a giocare a un videogioco in realtà virtuale in cui può uccidere liberamente delle persone, come se si trattasse della notte dello sfogo. In seguito, ritorna al capannone dove era stato fatto prigioniero e trova la maschera con scritto GOD, ancora sporca di sangue
Dopo aver fatto visita all'anziana madre malata di Alzheimer e aver pagato la retta della casa di cura con i soldi appena rubati, Ryan raggiunge Sara e Doug in un magazzino, dove iniziano a spartirsi i soldi, notando come, di anno in anno, la banca tenga sempre meno contanti nel caveau durante lo sfogo. Tommy raggiunge il gruppo e, pochi minuti dopo, due auto della polizia si presentano alla porta. Per salvaguardare i suoi amici da un'accusa di favoreggiamento, Tommy decide di consegnarsi insieme alla refurtiva, e viene picchiato e arrestato dagli agenti. Ryan comunica agli altri che, vista la natura del reato, Tommy sarà tenuto in carcere per un anno e poi giustiziato durante il successivo sfogo. In seguito, Ryan indaga su dove la banca abbia spostato il denaro durante lo sfogo: seguendo un furgone portavalori, scopre che i soldi vengono prima portati in un capannone, dove vengono trasferiti su un normale furgone con il logo di un negozio, e successivamente trasferiti all'aeroporto. Ryan, infine, consegna alla moglie di Tommy la sua parte del bottino, dicendole che farà di tutto per salvare l'amico.
Esme viene convocata dal suo capo, che ha scoperto che è coinvolta emotivamente nel caso di Drew Adams e le vieta di continuare a indagare sulla questione, nonostante le rimostranze della donna. Esme decide di disobbedire agli ordini e di non archiviare il caso, dopodiché, dai filmati registrati nei dintorni della casa, scopre che la professoressa, nonostante avesse notato l'arrivo dei soldati, si era attardata nello scappare. Per avere maggiori informazioni, Esme scarica le registrazioni audio effettuate tramite il cellulare e la TV della Adams, senza ascoltare la collega che le consigliava di lasciar perdere. In seguito, si reca a una veglia funebre organizzata da Darren per ricordare la professoressa, a cui è presente anche Ben con la fidanzata. Successivamente, Esme visita casa della Adams e, confrontando i rumori che sente nelle registrazioni audio con i rumori degli oggetti nelle varie stanze, scopre uno scomparto nascosto in uno dei gradini della scala che porta in soffitta; lo scomparto contiene una busta, che Esme porta via con sé. Una volta tornata a casa, dopo aver spento tutti i dispositivi elettronici così da non poter essere rintracciata, Esme apre la busta: al suo interno ci sono la registrazione di un'intervista, in cui l'intervistata afferma di pensare sempre più spesso e intensamente alla violenza, e le immagini di una risonanza magnetica cerebrale, che mostra i centri del piacere attivati.

## Punti ciechi
- Titolo originale: Blindspots
- Diretto da: Tara Nicole Weyr
- Scritto da: Jeremy Robbins

### Trama
Tommy, sottoposto a processo, si dichiara colpevole su consiglio del suo incapace avvocato d'ufficio. Il giudice non vuole sentire ragioni e lo condanna a morte. Come previsto da Ryan, sarà giustiziato la successiva notte dello sfogo, dopo circa un anno.
Marcus incontra un'investigatrice a cui aveva chiesto di indagare sul suo caso: pur non avendo prove concrete, lei gli dice di sospettare di Michelle, dato che gli spostamenti rilevati dal suo GPS non corrispondono a quanto detto dalla donna. Marcus, quindi, installa di nascosto un'app di tracciamento sul telefono della moglie; appena questa esce, l'uomo attiva l'app e nota che lei non sta andando dove aveva detto poco prima. La segue di nascosto e scopre che, in realtà, si è recata a una seduta di terapia di gruppo per superare il trauma vissuto durante la notte dello sfogo; inoltre, la sente dire che ultimamente lo ritiene ossessionato da quanto successo quella stessa notte. Per farsi perdonare, Marcus organizza una cena romantica a sorpresa, dove lui e la moglie si chiariscono. Il giorno successivo, mentre sta correndo lungo un viale, l'uomo viene avvicinato da un pick-up nero che cerca di investirlo.
Ben continua ad avere pensieri intrusivi relativi all'omicidio che ha commesso la notte dello sfogo, al punto da non riuscire a portare a termine un rapporto sessuale con la sua fidanzata, che scherzosamente gli suggerisce di provare con le fragole, che dovrebbero essere un afrodisiaco naturale. In seguito, mentre ascolta i discorsi motivazionali di Bobby Sheridan, il ragazzo si reca in una fattoria dove, dietro pagamento, gli viene concesso di uccidere un animale. Dopo essersi armato di un'ascia, viene condotto in una stanza dove si trova una mucca legata e imbavagliata, ma ne esce poco dopo, senza aver portato a termine quanto aveva in mente. Lungo la via del ritorno, Ben nota un contadino che vende fragole e decide di fermarsi per acquistarne un cestino. In seguito a un diverbio sul resto ricevuto, il ragazzo uccide il contadino con un coltello, pugnalandolo diverse volte, e infierisce sul suo corpo con una pietra. Dopodiché, tornato al dormitorio, ha un rapporto sessuale con la fidanzata.
Ryan ripensa a quanto successo otto anni prima: lui, Tommy, Doug e Sara erano poliziotti che volevano approfittare della notte dello sfogo per eliminare un boss della droga locale, nonostante il parere contrario di Ziv, la loro capitana. Durante l'operazione, i quattro si erano scontrati con la milizia del boss criminale, scoprendo che ne facevano parte alcuni poliziotti del loro distretto, inclusa la stessa Ziv. Il giorno successivo, avevano deciso di dare le dimissioni, non potendo tollerare l'idea di collaborare con colleghi corrotti e la donna aveva promesso che avrebbe reso la loro vita difficile, evitando che trovassero un lavoro nell'ambito della sicurezza. Ryan si incontra in un bar con Sara e Doug per pianificare il colpo dell'anno successivo e comunica loro che ha scoperto dove le banche tengono il contante durante lo sfogo: prima dell'inizio della notte, i soldi vengono caricati su un aereo che viene tenuto in volo fino al mattino, in modo che sia impossibile rubarli. I tre non si accorgono che Esme, che sta indagando su Ryan, li sta spiando da un tavolo vicino.
Esme riceve l'incarico di indagare su un'auto che compie sempre lo stesso tragitto e il cui guidatore non si vede mai in volto. Con l'aiuto di Vivian, scopre che la targa dell'auto viene sostituita regolarmente e che questa segue i furgoni portavalori lungo il loro percorso stabilito. Esme, quindi, collega l'auto alla rapina in banca avvenuta durante lo sfogo e riesce a risalire al proprietario: Ryan. Osservando gli orari dei suoi spostamenti, la donna segue Ryan in un bar e, oltre a scattare alcune fotografie, riesce a registrare parte della conversazione che l'uomo sta avendo con Sara e Doug, ma viene interrotta da una chiamata di Darren, che accetta di incontrarla. Il ragazzo è inizialmente diffidente nei confronti di Esme, dato che questa lavora per il governo, ma, dopo aver sentito le sue motivazioni, decide comunque di aiutarla e di esaminare le ricerche della professoressa Adams. In seguito, Esme, in un locale, viene raggiunta da Ryan che le intima di smetterla di seguirlo, altrimenti chiederà un ordine restrittivo; lei risponde che sta facendo il suo lavoro e che se l'uomo rispetterà la legge non avrà nulla da temere.

## Il giorno della memoria
- Titolo originale: Grief Box
- Diretto da: Jaime Reynoso
- Scritto da: Desta Tedros Reff

### Trama
È il Giorno della Memoria, tre mesi dopo lo sfogo: un impiegato governativo consegna una scatola di legno contenente gli effetti personali e le ceneri delle persone morte nello sfogo alle loro famiglie. Un discorso propagandistico invita a ringraziare i parenti delle persone morte per il loro sacrificio.
Michelle invita Marcus a un barbecue organizzato da uno dei vicini, ma l'uomo preferisce andare alla festa organizzata dall'ex-moglie Tonya, approfittando dell'occasione per indagare su chi stia cercando di ucciderlo, dato che aveva scoperto che l'uomo che l'aveva attaccato la notte dello sfogo abitava nel suo vecchio quartiere. Arrivato alla festa insieme al figlio Darren, Marcus ha un ricordo dello sfogo avvenuto 14 anni prima, quando si era barricato in casa insieme a diverse famiglie. Durante la notte, aveva dovuto sparare a qualcuno che stava cercando di introdursi nella loro casa; inoltre, la moglie era stata minacciata da un da un suo studente, introdottosi in casa di nascosto, ma era riuscita a farlo desistere dal suo piano con il dialogo. In seguito ai fatti di quella notte, Marcus aveva proposto di trasferirsi in una casa più sicura, suscitando la disapprovazione di Tonya; la cosa aveva poi portato al deterioramento del loro rapporto. Durante la festa, Marcus nota un pick-up simile a quello che aveva cercato di investirlo: a guidarlo è Andre, il nuovo marito di Tonya, che subito Marcus aggredisce in preda all'ira, salvo poi rendersi conto che alcuni elementi del pick-up non corrispondono a quello che sta cercando. Marcus spiega a Tonya la situazione che sta vivendo e la donna gli rivela che diversi mesi prima dello sfogo uno sconosciuto era passato da casa sua chiedendo insistentemente di lui. Una volta tornato a casa, Marcus visita nuovamente il sito Ivory Road e posta un annuncio in cui si dice disposto a pagare in cambio di informazioni su chi voglia ucciderlo.
Ben si sta allenando, fantasticando sull'omicidio che ha commesso, ma viene interrotto dalla fidanzata che gli mostra una notizia al telegiornale: l'argomento è il contadino trovato morto, che il ragazzo aveva barbaramente ucciso, ma la giornalista spiega che la causa della morte è stata un semplice colpo di calore. Ben si reca in un negozio di armi, dove fa amicizia con Andy, un ragazzo fanatico dello sfogo, e lo invita alla festa che si sarebbe tenuta la sera alla loro residenza universitaria. Lì, i due hanno un diverbio con una ragazza contraria allo sfogo, dopodiché, avendo appreso di quanto successo a Ben durante lo sfogo, il suo nuovo amico gli consiglia di purificare Turner per vendicarsi di averlo abbandonato. Ben inizia a fantasticare sull'omicidio di Turner e lo segue in camera da letto impugnando un coltello: trova l'amico in lacrime perché ha ricevuto dal governo la scatola con le ceneri del fratello. Turner si dice pentito di quello che ha fatto durante lo sfogo e chiede perdono a Ben, che, con una scusa, riesce anche a giustificare il fatto che avesse con sé un coltello da caccia. Dopodiché, apre un cassetto e osserva la maschera con scritto GOD.  A festa finita, un gruppo di ragazze sta tornando a casa in un'area poco illuminata; dopo essersi divise, quella che aveva avuto un diverbio con Ben alla festa, viene seguita proprio dal ragazzo, che indossa la stessa maschera che indossava il suo assalitore la notte dello sfogo.
Doug, Sara e Ryan, si ritrovano nella stanza della madre di quest'ultimo per pianificare il loro prossimo colpo: dal momento che i soldi vengono caricati su un aereo prima dell'inizio dello sfogo, dovranno intervenire prima che questo cominci con un disturbatore di frequenze elettroniche che impedisca all'aereo di decollare. Testano il disturbatore in un negozio di TV, con risultati positivi, ma si rendono conto che, per metterlo sull'aereo, sarebbe stata necessaria la complicità di qualcuno che avrebbe dovuto nascondere il disturbatore tra i contanti. Dal momento che solitamente era Tommy a occuparsi di questo tipo di faccende, Ryan gli fa visita in prigione e, con la compiacenza di una guardia, riesce a ottenere il contatto di qualcuno che può aiutarli. Durante la notte, quindi, Ryan incontra Carl, il contatto di Tommy che lavora in banca, che sembra molto entusiasta di aiutarlo nella rapina, anche se molto inesperto.
Esme riceve la visita di Darren, che le consegna alcuni fascicoli trovati nella biblioteca della professoressa Adams riguardanti una ricerca segreta che questa stava effettuando: l'obiettivo era dimostrare che la violenza crea assuefazione e che quindi lo sfogo, anziché avere un effetto catartico e diminuire il numero dei reati, porta a un aumento della violenza, a causa del fatto che chi la compie prova piacere. I partecipanti alla ricerca sono anonimi, ma Esme, utilizzando il software di riconoscimento facciale in dotazione agli impiegati dei Nuovi Padri Fondatori, riesce a risalire all'identità di tutti grazie alle loro foto. Scopre, quindi, che tutti i partecipanti sono morti eccetto una donna di nome Olivia. Esme fa visita alla donna per ottenere informazioni e riesce a entrare nel suo appartamento grazie al padrone di casa, venuto per riscuotere l'affitto. Una volta dentro, Esme trova il corpo di Olivia, che sembra essersi suicidata, ma anche alcuni segni di effrazione su una delle finestre, cosa che fa notare anche al detective arrivato per raccogliere prove. Tornata nel suo ufficio, Esme esamina le telecamere nei dintorni di casa di Olivia, scoprendo che una parte delle riprese è mancante. Telefona quindi al detective, ma viene informata che il caso è stato archiviato come suicidio. Mentre indaga, Esme non si accorge che il suo capo, dal suo computer, la sta spiando.

## La casa degli specchi
- Titolo originale: House of Mirrors
- Diretto da: Christoph Schrewe
- Scritto da: Lindsey Villarreal

### Trama
In un'agenzia di viaggio a Rio de Janeiro, due ragazze chiedono informazioni per un viaggio negli Stati Uniti durante la notte dello sfogo, per l'addio al nubilato di una di loro. Il venditore propone vari pacchetti, comprensivi di sicurezza privata, e, mentre la futura sposa va in bagno, l'amica chiede se è possibile avere un rimborso in caso una di loro non dovesse tornare.
Marcus si sta preparando al prossimo sfogo, quando riceve un messaggio su Ivory Road da un certo "Albert", che gli propone di vedersi di persona per passargli le informazioni richieste. I due si incontrano in un parcheggio e l'uomo, in cambio delle informazioni, chiede soltanto la possibilità di avere un medico a disposizione. Marcus accetta e, qualche giorno dopo, "Albert" si presenta alla sua porta in compagnia di alcuni scagnozzi, uno dei quali è stato ferito a una gamba. Marcus, quindi, pur operando in condizioni inadeguate sul tavolo della sua cucina, riesce a curare la ferita; mentre sta operando, però, non si accorge di un messaggio della moglie che gli comunica che sta per tornare a casa. Michelle, infatti, rientra in tempo per assistere a quello che sta accadendo, ma "Albert" consegna una busta a Marcus e lascia la casa. Il nome all'interno della busta è quello di Sam Tucker e, mentre Marcus non ha idea di chi sia, Michelle gli rivela che si tratta di un uomo con cui in passato aveva una relazione extraconiugale. Marcus è furioso per il tradimento scoperto e, nonostante la moglie ripeta diverse volte che la storia è chiusa da tempo, arriva ad accusarla di stare tramando contro di lui insieme al suo amante.
Ben combina un appuntamento a quattro con Andy e una delle amiche di Kelen, ma il ragazzo fa una pessima impressione a causa del suo pensiero fisso per lo sfogo e la storia dei Nuovi Padri Fondatori. Successivamente, mentre sono in stanza a giocare con i videogiochi, Ben consiglia ad Andy di essere un po' meno esplicito nel portare avanti le sue idee; Andy difende i suoi principi e, durante la discussione, Ben gli rivela di aver ucciso il contadino. La reazione dell'amico non è quella che Ben si aspettava, per cui attende che l'amico si alzi per prendere da bere, lo segue e lo pugnala con uno dei suoi coltelli. Il ragazzo scappa dall'edificio, ma, appena uscito, si rende conto di aver lasciato il portafogli nella stanza di Andy. L'accesso al dormitorio, però, è stato bloccato, dato che qualcuno ha suonato l'allarme antincendio. Approfittando del caos durante l'evacuazione di tutti i ragazzi, Ben rientra nel dormitorio e raggiunge la stanza, dove recupera il suo portafoglio, ma scopre che il corpo di Andy è scomparso. Seguendo le tracce di sangue, il ragazzo capisce che Andy, moribondo, si è trascinato fino all'ascensore; nel mentre, l'emergenza è rientrata e tutti i ragazzi si apprestano a tornare alle loro stanze: quando le porte dell'ascensore si aprono, tutti notano inorriditi il cadavere di Andy.
Ryan e la sua squadra hanno affidato a Carl la missione di piazzare il disturbatore di frequenze nel forziere che i Barker, una ricca famiglia, manderanno alla banca perché lo tenga al sicuro sull'aereo durante lo sfogo. La missione non va a buon fine perché Carl, pur essendo un impiegato della banca, non ottiene l'accesso diretto al forziere ma soltanto una lista con il suo contenuto. Ryan e i suoi, quindi, decidono di introdursi nella casa dei Barker in prima persona per portare a termine la missione. Mentre Doug monitora i Barker dal parcheggio del circolo del golf, Ryan, Sara, e Carl entrano nella loro casa e riescono a posizionare il disturbatore nel forziere. Doug, però, ha insospettito le guardie del circolo, che gli chiedono di seguirle all'interno, impedendogli di avvisare i compagni del ritorno dei Barker. Carl viene ucciso dalla guardia dei Barker mentre Ryan e Sara riescono a barricarsi in una stanza al piano superiore. Dato che la famiglia è armata e che ha attivato i sistemi di sicurezza della casa, chiudendoli all'interno, Ryan decide di chiamare la sua vecchia capitana per chiedere aiuto. I due vengono arrestati e condotti da lei, che, in cambio della libertà, obbliga Ryan a prometterle parte del futuro bottino e a tenerla informata del piano per il furto.
Esme, avendo in mente il caso sul quale sta indagando, non riesce a concentrarsi sul lavoro. Inoltre, ha diversi flashback in cui ripensa a dieci anni prima quando, durante una visita a casa del padre, aveva scoperto che questo violentava e picchiava la sorella minore Sofia fin da quando era mancata la loro madre. Esme aveva quindi portato via Sofia dalla casa paterna, tenendola a vivere con lei. Sofia, tuttavia, era vittima di una forte depressione e rifiutava di seguire le sedute di cura con la professoressa Adams, finché un giorno aveva deciso di andarsene per non gravare sulla sorella. La successiva notte dello sfogo, il padre aveva fatto visita a Esme, che però si era rifiutata di farlo entrare in casa, lasciandolo per le strade a pochi minuti dall'inizio; l'uomo era stato massacrato da alcuni dei partecipanti, mentre lei ascoltava le sue urla da dietro la porta. Esme inizia a dubitare dei suoi principi e del fatto che il suo lavoro abbia il fine di proteggere le persone: invita a casa sua un'hacker membro di una Fondazione contraria allo sfogo perché si infiltri nei sistemi informatici dei Nuovi Padri Fondatori e recuperi le informazioni nascoste relative al caso di Olivia. Esme, in caso di ritrovamento di prove compromettenti, è pronta a denunciare la cosa pubblicamente, ma il lavoro dell'hacker si interrompe quando, sentendo il suono di un'interferenza nel suo computer, le due scoprono che nella borsa di Esme è stata nascosta una microspia.

## Buone vacanze
- Titolo originale: Happy Holidays
- Diretto da: Jen McGowan
- Scritto da: Nina Fiore e John Herrera

### Trama
Bobby Sheridan, durante il suo programma radiofonico, commenta il recente omicidio avvenuto nel dormitorio universitario insieme alle ospiti Lena Dash e Sydney Rivera, rispettivamente favorevole e contraria allo sfogo. Quest'ultima collega all'omicidio anche i fatti relativi al contadino e alla ragazza uccisa nel campus.  Al termine della diretta, Bobby, tramite l'app Urge2Purge, mostra a Sydney che ha ricevuto più di 200 minacce di morte per colpa delle sue dichiarazioni. Lena mostra orgogliosamente il suo profilo: ha oltre un milione di minacce.
Marcus vuole credere alla moglie ma non riesce a perdonarla per averlo tradito. Mentre i due discutono, qualcuno suona alla porta: è Sam Tucker, che Marcus ha invitato tramite il telefono della moglie, accompagnato da sua moglie April, cui Sam ha confessato il tradimento e con cui ha effettuato diverse ore di terapia di coppia per salvare la loro relazione. I due vengono invitati a entrare dai Moore e iniziano a discutere della questione: April è convinta che il marito sia ancora innamorato di Michelle e che voglia purificare Marcus per poter vivere la loro relazione, ma lui nega di aver messo la taglia. Minacciandoli con una pistola, Marcus obbliga i Tucker a rimanere e a chiarire finché non avranno detto la verità. Inizialmente, Sam prova a instillare in Marcus il sospetto verso Michelle, dicendo che la purificazione era stata una sua idea, ma in seguito, sempre sotto le minacce dell'uomo, confessa di essere stato lui, anche se non per amore della donna. Marcus, quindi, obbliga Sam a ritirare la taglia: Sam acconsente, ma la cifra scende soltanto di 10.000 dollari. Sam allora rivela che ci sono altre persone che hanno partecipato alla taglia: mentre Marcus e Michelle accompagnano i Tucker alla porta, notano che tutti i loro vicini di casa li guardano con odio.
Ben viene interrogato dalla polizia, che mette in discussione il suo alibi. Per scagionarsi, confessa di aver mentito e racconta di aver fumato della marijuana il giorno in cui Andy era stato ucciso, e che aveva paura di essere incriminato per quello. Trattandosi di un reato minore, la polizia lo lascia andare. Il ragazzo, quindi, si prepara a partire per le vacanze invernali insieme alla fidanzata: approfittando dell'assenza di lei, nasconde nella valigia il coltello, la maschera e i vestiti sporchi di sangue indossati durante i vari omicidi. Arrivati a casa della sua famiglia, Ben subisce le prese in giro del fratello maggiore, cui reagisce con rabbia, minacciandolo. Durante la notte, sgattaiola fuori di casa, si reca nel bosco e brucia tutte le prove degli omicidi. Una volta rientrato, dopo un breve dialogo con la madre, che era rimasta sveglia, si prepara per la notte. Kelen, svegliata dal rumore, ispeziona la valigia del fidanzato e trova la maschera con scritto GOD, che lui ha conservato.
Ryan e la sua squadra fanno una riunione per mettere a punto il piano, a cui partecipa anche Ziv. La donna impone che al colpo partecipino anche alcuni dei suoi uomini e Ryan, pur sospettando che la sua ex-capitana pianifichi di tradirlo e tenere il bottino, non può rifiutarsi, altrimenti lei arresterà lui e i suoi amici. In seguito, riceve la visita di Esme, che è braccata dagli agenti del governo, e decide di aiutarla.
Esme indaga nei dintorni dell'abitazione di Olivia e scopre che la telecamera presente sul furgone del postino potrebbe aver ripreso qualche dettaglio importante. Chiama Darren e organizza un incontro, ma il ragazzo, fingendo di salutarla, le mostra una microspia che è stato obbligato a indossare: Esme finge di aver lasciato perdere con il caso di Olivia e scappa, ma diversi agenti del governo la inseguono, supportati dai suoi colleghi che monitorano i suoi spostamenti tramite le telecamere. Nonostante Vivian cerchi di coprirla, il volto di Esme viene riconosciuto dal sistema: Esme è costretta a scappare e si rifugia nel covo di Ryan, un posto che sa essere al di fuori dell'occhio delle telecamere. Ryan accoglie Esme con scetticismo, ma decide di nasconderla durante un'ispezione degli agenti del governo, che credono alla sua versione. Ryan, quindi, si fa raccontare da Esme il modo in cui lei è riuscita a trovarlo e, appurate le sue abilità, decide di sfruttare la sua presenza per rintracciare delle persone. Raggiunto da Sara e Doug, Ryan presenta loro il nuovo membro del team: Esme.

## Vado o resto?
- Titolo originale: Should I Stay or Should I Go
- Diretto da: Darren Grant
- Scritto da: Nick Zigler

### Trama
I manager di un'azienda di maschere, durante una riunione, discutono su quali maschere produrre per il nuovo sfogo. Una di loro propone di puntare sulla comunità LGBT, ridecorando una loro vecchia maschera con una fantasia arcobaleno e devolvendo parte del ricavato in beneficienza. Un altro propone di utilizzare la maschera indossata da Ben durante i suoi omicidi, sfruttando il fatto che il suo personaggio sia diventato virale per avere pubblicità a costo zero. Il capo decide di mandare in produzione entrambe le maschere.
Marcus e Michelle notano che i loro vicini si stanno dirigendo tutti quanti a casa di uno di loro: li seguono e, raggiunto il cortile, interrompono una sorta di riunione, in cui tutti quanti si mostrano ostili nei loro confronti. Marcus chiede a gran voce spiegazioni sul perché della taglia, ma nessuno sembra voler parlare. Marcus incalza; interviene a questo punto Clint, uno dei vicini, che gli spiega il motivo di tanto odio: anni prima, Marcus aveva prestato le prime cure a sua moglie durante un attacco cardiaco, senza però riuscire a salvarla. La moglie era amata e benvoluta da tutto il vicinato, e quando Marcus si era trasferito proprio lì, nessuno aveva preso bene la cosa, anche perché lui e la moglie non avevano nemmeno provato a inserirsi nella comunità. Clint propone a Marcus un accordo: ritireranno la taglia se i Moore se ne andranno entro la mezzanotte. Marcus e Michelle vengono raggiunti da Darren, che è molto spaventato che qualcuno con cui ha avuto problemi possa purificarlo durante lo sfogo, e che decide di partire con loro. Arrivati al confine di stato, l'agente di frontiera impedisce a Darren di passare: il ragazzo allora rivela di aver avuto problemi con il governo, e tutti e tre tornano a casa, decisi a lottare invece che scappare.
Mentre Ben dorme, Kelen, con una scusa, cerca di lasciare la casa del ragazzo, ma viene fermata dalla madre di lui. Una volta svegliatosi, Ben capisce che la ragazza ha trovato la sua maschera e si offre di riaccompagnarla al campus. Durante il tragitto in auto, Kelen confessa di aver trovato la maschera e Ben si apre con lei e le spiega come si sente quando uccide. Per evitare che la ragazza abbia paura di lui, le consegna un coltello con cui possa, eventualmente, difendersi. Durante una sosta in una stazione di servizio, Kelen, avendo consegnato a Ben il suo telefono, scrive un messaggio di aiuto sulla carta igienica del bagno, ma, dopo essersi rimessi in viaggio, il ragazzo imbocca una strada laterale, le mostra il messaggio che ha portato via dalla stazione di servizio e le chiede insistentemente di ferirlo con il coltello, in modo che anche lei possa capire come si sente. Kelen, quindi, pugnala Ben a una gamba e ne approfitta per scappare, ma durante la fuga viene investita da un'auto di passaggio. Ben raggiunge la fidanzata morente e, avendo capito che non ha speranze di salvarsi, la finisce strozzandola.
Ryan e Esme si collegano al server dei Nuovi Padri Fondatori da un edificio abbandonato, in modo da non essere rintracciati: riescono a fuggire poco prima dell'arrivo della polizia ed Esme consegna a Ryan tutti i dati relativi agli sciacalli che li avevano attaccati durante la rapina in banca. Vivian, la collega di Esme, inizia a interrogarsi sul perché questa sia ricercata, dal momento che non ha commesso nessun reato, ma il suo capo la convince a procedere con l'indagine. Esme e Ryan stanno per incontrare il resto della squadra, quando quest'ultimo riceve una chiamata di emergenza: sua madre è scappata dalla casa di cura. Grazie a un consiglio di Esme, Ryan ritrova la madre, sana e salva, che però è stata presa in custodia da due poliziotti. Questi, dopo aver identificato Ryan e aver scoperto che si tratta di un ex-agente, insistono per riaccompagnare lui e la madre alla sua auto: Esme, anche se si è camuffata, è costretta a scappare per non farsi scoprire e, mentre vaga per la città, nota degli annunci di vendita a nome di Drew Adams. Chiamando il numero sugli annunci, Esme si mette in contatto con Vivian: la sua collega ha scoperto del filmato mancante ed è convinta che sia il motivo per cui lei è ricercata; Esme allora le spiega che non ha fatto nulla e chiede il suo aiuto. In seguito, Ryan vorrebbe fornire un passaporto falso a Esme, così che possa fuggire all'estero, ma lei insiste per rimanere perché vuole sistemare le situazioni di ingiustizia che ha creato con il suo lavoro. Per convincere Ryan, gli rivela di essere stata lei a incastrare Tommy; Ryan allora le dice di andarsene ma, mentre lei è sulla porta, la ferma.
Passano diverse settimane: mancano solo due giorni allo sfogo. I Moore si stanno preparando all'assalto dei vicini con un gran numero di armi; tra Ryan ed Esme è nata una storia d'amore; Ben osserva numerose copie della sua maschera in vendita in un negozio.

## Prima dell'allarme!
- Titolo originale: Before the Sirens
- Diretto da: Patrick Lussier
- Scritto da: James Roland e Lindsey Villarreal

### Trama
Un gruppo di adolescenti, nella camera di una di loro, fa le prove degli abiti, delle maschere e delle armi che indosseranno durante lo sfogo. Il padre della ragazza entra nella stanza ma viene cacciato dalla figlia con tono minaccioso. Mancano poche ore all'inizio dello sfogo.
Marcus e Darren si mettono in macchina per andare a trovare Tonya, e dialogano sul fatto che queste ultime vicissitudini li hanno riavvicinati. Durante il tragitto, Marcus ferma la macchina con la scusa di aver bucato e aggredisce Darren con una grossa chiave inglese, rompendogli un braccio: in questo modo, il ragazzo dovrà passare la notte in ospedale, un luogo sicuro dove nemmeno gli agenti del governo possono entrare. Marcus torna a casa e fa una cena romantica con la moglie: i due si promettono di provare a ricostruire il loro rapporto, dopodiché si preparano per l'imminente sfogo con armi e giubbotti antiproiettile. Poco prima dell'inizio dello sfogo, suonano alla porta: sono Tonya e Andre, che li hanno raggiunti per aiutarli a proteggersi. Inizia lo sfogo e Marcus riceve la notifica che la taglia su di lui è stata cancellata: i vicini hanno preferito occuparsi personalmente della questione. I quattro, infatti, tramite le telecamere di sorveglianza, li vedono, capitanati da Clint, avvicinarsi alla casa armati. È proprio Clint che lancia alla coppia un messaggio minaccioso prima di distruggere una delle telecamere.
Al dormitorio di Ben fervono i preparativi per lo sfogo: pochi sono i ragazzi che non sono tornati a casa, e quindi devono sobbarcarsi il lavoro di messa in sicurezza dell'edificio. Notando che la parte del lavoro che doveva svolgere Ben non è stata fatta, Turner lo va a cercare nella sua stanza, dove lo trova mentre si sta rasando la testa; scopre anche che si è procurato una grossa balestra. Turner sospetta sempre di più che l'amico abbia qualcosa che non va e, su consiglio degli altri presenti nel dormitorio, va a ispezionare la sua stanza, dove trova un quaderno pieno di disegni macabri, che includono, oltre alla maschera, alcune scene degli omicidi commessi da Ben. Poco prima dello sfogo, Ben sta per uscire, ma Turner lo confronta sul quaderno che ha trovato: ne nasce una lite in cui Turner riesce a impossessarsi della balestra di Ben e lo tiene sotto tiro ma, non volendo ucciderlo, lo lascia andare. Ben riesce nuovamente a intrufolarsi nel dormitorio tramite una finestra lasciata aperta, poi fa prigionieri i ragazzi rimasti, legandone alcuni e costringendo due di loro a giocare a beer pong come se nulla fosse. Iniziato lo sfogo, Ben uccide uno dei ragazzi; l'altro cerca di difendersi, ma viene comunque sopraffatto. Approfittando della confusione, Turner riesce a liberarsi e a scappare di sopra, cercando di uscire tramite la finestra, ma viene raggiunto da Ben: invece di ucciderlo, questo gli dice di avere un'idea migliore.
Esme, Ryan, Doug e Sara si riuniscono per mettere a punto i dettagli del piano, facendo anche un loro gioco rituale portafortuna. Giunti a conoscenza del fatto che intorno all'aeroporto ci saranno dei posti di blocco, il gruppo chiede nuovamente aiuto a Ziv, che gestirà la sicurezza all'aeroporto; la donna però rifiuta per evitare di esporsi troppo. Esme, allora, contatta Vivian e riesce a incontrarla: le chiede di effettuare una falsa segnalazione su di lei poco prima dell'inizio dello sfogo, in modo che la polizia presente si concentri sulla sua ricerca. Una volta all'aeroporto, i quattro si salutano, augurandosi buona fortuna. Ryan rimane nei dintorni, ma viene raggiunto da Reynolds, uno degli uomini di Ziv, che lo tiene sotto controllo. Contrariamente a quanto previsto dal piano, Ryan attiva il disturbatore di frequenze troppo presto: gli aerei si spengono e la sicurezza è costretta a passare al piano di riserva, facendo entrare dei furgoni blindati per caricare i soldi. Mancano pochi secondi all'inizio dello sfogo e Ziv, infuriata, bussa alla portiera di uno dei furgoni blindati. Finite le sirene, l'uomo alla guida del furgone si rivela: è uno degli sciacalli, preventivamente avvisati da Ryan, che elimina Ziv e tutto il resto degli agenti di sicurezza dell'aeroporto. Ryan, dopo essersi liberato di Reynolds, raggiunge Doug e Sara, che sono appostati all'esterno del carcere: i tre vedono uscire un autobus blindato con a bordo Tommy e si mettono in auto per seguirlo. Esme, invece, intende mettere a nudo i crimini dei padri fondatori e, mentre viaggia in moto per la città, scopre che questi hanno messo una taglia di 500.000 dollari sulla sua testa. 

## Ave Maria
- Titolo originale: Hail Mary
- Diretto da: Gigi Saul Guerrero
- Scritto da: Nina Fiore e John Herrera

### Trama
In un programma televisivo, la presentatrice spiega l'importanza dello sfogo per il bene degli Stati Uniti a un gruppo di bambini, che sono molto interessati e pongono domande. Ben, da bambino, assiste al programma alla TV e inizia a sbattere i suoi giocattoli tra loro finché uno non si rompe.
Clint e il resto dei vicini riescono a divellere parte delle protezioni della casa dei Moore con il pick-up di uno di loro, poi iniziano a lanciare Molotov sulla casa nel tentativo di darle fuoco. Il gruppo pone qualche obiezione per il fatto che non vogliono uccidere altri a parte Marcus, ma Clint, minacciandoli con una pistola, li convince a proseguire con il loro piano. Una delle saracinesche a protezione della porta viene alzata e Sam Tucker è costretto da Clint ad andare in avanscoperta: la saracinesca si richiude su di lui ferendolo al petto prima che Marcus lo trascini dentro casa. L'uomo presta le prime cure a Sam, poi propone ai vicini uno scambio tra lui e Clint. Il gruppo decide di ribellarsi a Clint e accetta lo scambio: l'uomo viene quindi disarmato e consegnato ai Moore. Nonostante sia armato, Marcus chiede nuovamente scusa a Clint e gli propone di chiudere la situazione amichevolmente; Clint sembra accettare ma, una volta che gli altri hanno abbassato la guardia, pugnala Michelle. Marcus le presta le prime cure, ma poi, insieme a Tonya e Andre, è obbligato a uscire di casa per portarla a uno dei pronto soccorso mobili, dato che gli ospedali sono chiusi. Durante il tragitto, investono un ragazzo: si tratta di Ben.
Il piano di Ben è quello di obbligare Turner a uccidere Scott, un loro amico, in modo che anche lui possa provare il piacere della violenza. Scott è immobilizzato e sdraiato su un tavolo, ma Turner si rifiuta di ucciderlo, così Ben gli lega un machete tra le mani e gli spinge le braccia in modo da fargli trafiggere il corpo dell'amico. Il ragazzo è sconvolto e Ben lo aiuta a ripulirsi e prepararsi, in modo che i due possano uscire insieme a uccidere durante lo sfogo. Turner chiede all'amico una maschera e, mentre lui la cerca, ne approfitta per scappare. Ben lo insegue per le vie della città e Turner si rifugia all'interno di un cimitero. Mentre cerca l'amico tra le tombe, Ben viene accerchiato da un gruppo di partecipanti allo sfogo che indossano tutti una maschera identica alla sua. Capite le intenzioni ostili del gruppo, Ben riesce a uccidere uno dei suoi assalitori, per poi scappare. Durante la fuga per le strade, viene investito dai Moore, che poi lo caricano sul retro del pick-up per portarlo al pronto soccorso mobile. La maschera di Ben rimane a terra, irrimediabilmente distrutta.
Tommy, insieme ad altri prigionieri, viene condotto in un bosco, dove alcuni appartenenti all'alta società hanno organizzato una festa il cui momento principale è la caccia all'uomo. Ryan, Doug, e Sara, pagando un cospicuo biglietto di ingresso, partecipano alla festa, ma scoprono che, essendo a tema storico, dovranno rinunciare a tutte le loro armi moderne, in favore di fucili dei secoli precedenti. Alla festa è presente anche il signor Barker, che riconosce Ryan come il ladro che si era introdotto in casa sua e, insieme a suo fratello, escogita un piano per eliminarlo. Inizia la caccia: Tommy riesce a mantenere al sicuro il gruppo di prigionieri, mentre Ryan e gli altri si scontrano con il signor Barker, uccidendo suo fratello. In seguito, Ryan, Doug, e Sara raggiungono Tommy e liberano tutti i prigionieri, ma durante la fuga Ryan viene colpito da un dardo narcotizzante. Si risveglia poco dopo, mentre il signor Barker lo sta seppellendo vivo. Tommy, Sara, e Doug, giunti sul posto, uccidono il signor Barker e riescono a salvare l'amico, che era appena stato seppellito completamente. Successivamente, i quattro, finalmente riuniti, si mettono in macchina: devono ancora impossessarsi dei soldi che sono in mano agli sciacalli.
Esme si dirige al covo in cui opera la Fondazione anti-sfogo, dove le numerose hacker del gruppo sono intente a compiere ricatti in modo da estorcere soldi per la Fondazione stessa. Con l'aiuto di una di loro, che fa comparire la sua immagine sul video di una telecamera, riesce a creare un diversivo che distragga le guardie di sicurezza del centro di comando dove lavorava, che si mettono al suo inseguimento, lasciando scoperto l'edificio. Esme, allora, in compagnia dell'hacker, si mette in auto in direzione del palazzo, ma le due hanno un incidente presso un posto di blocco. La donna riesce a salvarsi e a uscire dal furgone, e prosegue a piedi lungo la strada, inseguita da un uomo che l'ha riconosciuta e che vorrebbe incassare la taglia presente su di lei. Grazie a un disturbatore di frequenze simile a quello usato da Ryan, Esme mette fuori uso i sistemi di sicurezza del palazzo in cui lavorava, riuscendo a intrufolarsi all'interno e, contemporaneamente, a sfuggire all'uomo che la inseguiva. Una volta dentro, contatta Vivian e si oganizza per incontrarsi con lei.

## 7:01am
- Titolo originale: 7:01am
- Diretto da: Tim Andrew
- Scritto da: Krystal Houghton Ziv e Nick Zigler

### Trama
Prima dell'inizio del primo sfogo, un ispettore sta controllando che il centro di comando della città rispetti tutti gli standard, ma il direttore non riesce ad aprire la sala di trasmissione con la tessera magnetica. Chiama quindi James Sandin per chiedergli aiuto, ma questo gli risponde che la colpa è sua, e che probabilmente ha usato la tessera magnetica nel modo scorretto.
Marcus raggiunge il pronto soccorso, dove consegna Ben e sua moglie agli infermieri. Avendo scoperto che anche lui è medico, il direttore del posto gli lascia eseguire l'operazione su sua moglie, con l'aiuto di una studentessa di medicina: l'operazione va a buon fine e le condizioni di Michelle si stabilizzano. Marcus, quindi, decide di lasciare Tonya e Andre con la moglie e andare ad aiutare altre persone lì presenti, ma non riesce più a trovare il medico che si occupa di dirigere le operazioni. Nel mentre, Ben si è risvegliato senza gravi danni e, armatosi di bisturi, ha iniziato a uccidere diverse persone presenti, soprattutto medici e infermieri. Marcus, seguendo alcune tracce di sangue, capita nella stanza dove Ben ha nascosto i corpi; il ragazzo è dietro la porta ad aspettarlo e, dopo avergli spiegato che, secondo lui, curando i feriti si privano i purificatori del diritto allo sfogo, lo attacca con il bisturi. Marcus lotta con Ben e riesce a metterlo fuori combattimento con una siringa di tranquillante. Dopodiché, non avendo intenzione di ucciderlo, lo abbandona all'esterno del pronto soccorso.
Ryan, Sara, Tommy e Doug mettono in atto il piano per recuperare i soldi rubati dagli sciacalli: li raggiungono in una zona industriale e, dopo aver isolato uno dei furgoni e averlo bloccato contro una parete, lo fanno saltare e recuperano numerosi bauli pieni di soldi e gioielli, rallentati solo da un gruppo di purificatori che li aveva presi di mira. I quattro, insieme alle loro famiglie e ai soldi rubati, stanno per imbarcarsi su una piccola nave diretta a Panama, quando Ryan sente alla radio che una squadra d'assalto sta per entrare nel palazzo del centro di comando dei Nuovi Padri Fondatori, dove Esme sta cercando di introdursi. A quel punto, decide di lasciar partire i suoi amici e tornare indietro per aiutarla.
Esme è riuscita a infiltrarsi nell'archivio del centro di comando e a trovare il video che cercava, che mostra alcuni agenti del governo introdursi in casa di Olivia per ucciderla. Il video, però, è protetto, ed Esme non può scaricarlo su un suo dispositivo, ma soltanto trasmetterlo tramite il centro di comando. Per farlo, però, deve raggiungere la sala di trasmissione, per cui chiede l'aiuto di Vivian, che è in possesso di una tessera magnetica. Approfittando del fatto che tutti gli impiegati sono concentrati sul loro lavoro, Vivian ed Esme riescono ad attraversare l'ufficio senza essere notate, ma una delle lavoratrici si insospettisce e avvisa il loro capo, che cerca di bloccarle lungo le scale con una pistola. Le due gli spiegano le loro ragioni, con cui lui sembra concordare, ma improvvisamente cambia idea e ferisce Vivian, venendo poi ucciso da Esme. Ryan, intanto, si è introdotto nel palazzo e ha messo fuori combattimento buona parte della squadra di assalto. Raggiunge Esme e insieme entrano nella sala di trasmissione, pronti a portare a termine la missione. Improvvisamente, però, Ryan chiude Esme all'interno della sala, in modo che sia protetta e che lui, dall'esterno, possa rallentare il resto della squadra di assalto. Esme inizia la trasmissione, mostrando il video, spiegando la storia di Olivia e della professoressa Adams, e sostenendo che i Nuovi Padri Fondatori hanno creato un regime totalitario basato sulla menzogna, che contravviene alle sue stesse regole, invitando quindi le persone a ribellarsi e a cercare la verità; per concludere, Esme lancia un messaggio di addio alla sorella. Ryan, all'esterno della sala, combatte con la squadra di assalto e riesce a trattenerla finché Esme non ha completato la sua missione, venendo poi ucciso dai soldati. La squadra raggiunge Esme e, nonostante lo sfogo sia ormai terminato, riceve l'ordine di ucciderla: con la sua stessa morte, Esme dimostra che quello per cui ha combattuto era giusto.
Due mesi dopo lo sfogo, in un bar di Panama City, Doug, Sara, e Tommy si incontrano e scherzano sul fatto che Ryan non avrebbe apprezzato quel posto quanto loro. Inoltre, concordano sul donare la parte di bottino dell'amico alla Fondazione anti-sfogo. Il volto stilizzato di Esme è ormai diventato il simbolo della lotta contro il regime ed è esposto durante un incontro della Fondazione a cui partecipano Darren, Vivian, Marcus e la sua famiglia allargata, Turner, e Sofia, la sorella di Esme. Darren, insieme a Sofia, fa un discorso in ricordo di Esme invitando tutti i presenti a seguire il suo esempio, poi viene avvisato del fatto che la Fondazione ha ricevuto una grossa donazione. Ben, rifugiatosi nel capannone in cui era quasi morto l'anno prima, si sta preparando per il prossimo sfogo: affila i suoi coltelli e poi indossa la sua nuova maschera, identica alla prima.